# Christian Matras
Christian Matras (Viðareiði, 1900. december 7. – Tórshavn, 1988. október 16.) feröeri író, filológus.

## Pályafutása
Feröer északi részén, a Viðoy szigetén fekvő Viðareiðiben született és nőtt fel. Tizenkét évesen Tórshavnba ment tanulni, ahol találkozott William Heinesennel. 1917-től Dániában folytatta tanulmányait, ahol később beiratkozott a Koppenhágai Egyetemre.
1936-ban feröeri nyelvet oktatott a Koppenhágai Egyetemen, 1952-ben pedig ő lett a feröeri nyelv első professzora. 1965-ben tért vissza a szigetekre, hogy az újonnan alakult Feröeri Egyetem feröeri nyelv tanszékének vezetője legyen.
Filológusként fontos szerepet játszott a feröeri nyelv múltjának és jelenének kutatásában. Úttörő művet adott ki a feröeri helynevekről, 1939-ben kiadta Jens Christian Svabo gyűjteményét a feröeri balladákból, valamint 1944-1972 között a monumentális Føroya kvæði: Corpus Carminum Færoensium című gyűjteményt. M. A. Jacobsennel összeállított egy feröeri-dán szótárat, 1935-ben pedig kiadott egy rövid könyvet a feröeri irodalomról.
Első verseskötetét (Grátt, kátt og hátt) 1926-ban adta ki, melyben fő témái már mind megjelennek, még ha nem is teljes mélységükben.